# Ur lifvet III:II
Ur lifvet III:II är en novellsamling av Anne Charlotte Leffler, utgiven 1889 på Hæggströms boktryckeri och bokförlags AB. Samlingen var en fortsättning på 1883 års novellsamling Ur lifvet III.

## Om boken

### Bakgrund
Mot slutet av 1888 började Leffler planera för att ge ut en ny novellsamling. Hon var sugen på en litterär revansch efter att hennes föregående verk, dubbeldramat Kampen för lyckan, fått ett mycket svalt mottagande. I ett brev till vännen Adam Hauch skrev hon att det var en "riktigt lifsfråga" för henne att lyckas. Hon var även av ekonomiska skäl tvungen att ge ut en ny bok.
Under våren 1889 skrev Leffler på fortsättningen på novellen Kvinnlighet och erotik. Denna andra del var ursprungligen tänkt att inkluderas i Ur lifvet III:II. Hon avsåg även att ha med två andra tidigare publicerade noveller, Jämlikhet (1884) och Ett underverk (1885). Till slut togs ingen av dessa noveller med.
Leffler fick utstå omfattande kritik för novellen Kvinnlighet och erotik, både från vänner och familj. Vännen Thecla Sköldberg, till vilken Leffler skickade novellen för genomläsning, hade starkt kritiska synpunkter och upplevde novellen som osmaklig, inkonsekvent och innehållandes psykologiska orimligheter. Denna kritik tillsammans med familjens gjorde att Leffler valde att inte ta med novellen i Ur lifvet III:II. I slutet av november 1889 utkom samlingen, vilken sålde bra.

## Innehåll
Samlingen innehåller totalt sju noveller. Två av dessa ingick sedan tidigare i samlingen Ur lifvet III.
Kvinnlighet och erotik
Gusten får pastoratet
Gamla jungfrun
Denna novell skrevs under tidig höst 1889 i Hjo och var ursprungligen tänkt att ingå i en kommande roman (Trång horisont). Berättelsen kretsar kring en gammal kvinnas enkla glädjeämnen, vilka står i kontrast till en ytlig adelsfamilj. Kvinnan har i hela sitt liv försakat sig själv istället gett till andra. Hon möter en ung kvinna som saknar framtidstro och visar henne kärlek och omtanke.
I fattigstugan
Denna novell skrevs under tidig höst 1889 i Hjo och var, precis som Gamla jungfrun, ursprungligen tänkt att ingå i en kommande roman (Trång horisont). Novellen kretsar kring en nybliven präsfrus sociala ambitioner, med vilka Leffler driver lätt. Berättelsen betonar även att även den fattiga tillvaron har ett värde.
En brödkaka
Berättelsen kretsar kring två män som söker samma anställning. Som förebild för dessa står vännen Adam Hauch och Lefflers bror Artur Leffler. Berättelsen var tidigare publicerad i tidningen Jul-Rosor 1887.
Moster Malvina
Berättelsen är en satir över en göteborsk medelklass. Den skulle senare omarbetas till en pjäs, Moster Malvina.
Gråtande Venus
I maj 1889 tillbringade Leffler en tid på Capri. Under denna vistelse fick hon inspiration till novellen Gråtande Venus. Berättelsen handlar om en skandinavisk skulptör som är bosatt i Rom. Under en utflykt i Sabinerbergen träffar han den unga Carmela och efter många förvecklingar gifter han sig med henne. Novellen kan sägas gestalta mötet mellan ett nordiskt och ett sydländskt temperament.

## Mottagande
Ur lifvet III:II mottogs negativt av de flesta recensenter. Boken ansågs av många som alltför pessimistisk, vilket tolkades som att Leffler var en omodern författare. I Nya Dagligt Allehanda skrev anmälaren "Pessimismen slår till reträtt, och de unga naturalistiske och yrkespessimistike författarne bereda sig att vara glada äfven på papperet". Tidskriften Dagnys recensent Hellen Lindgren undrade om Leffler ville stå i den "hopplösa pessimismens tjänst". I Svenska Dagbladet skriver recensenten att Leffler med sin pessimism framstår som en gengångerska från flydda tider.
Positiva recensioner fick Leffler dock från Aftonbladet och Handelstidningen, som tyckte att novellerna var i klass med det bästa som Leffer utgivit tidigare.

### Fotnoter
1. 1 2  ”Ur lifvet”. Libris.kb.se. http://libris.kb.se/bib/650386. Läst 8 december 2012.
2. ↑  Lauritzen 2012, s. 455, 458
3. ↑  Lauritzen 2012, s. 457
4. ↑  Lauritzen 2012, s. 456-458, 462-464
5. 1 2  Lauritzen 2012, s. 460-462
6. ↑  Leffler 2010, s. 9
7. ↑  Lauritzen 2012, s. 462-463
8. ↑  ”En brödkaka”. Kungliga biblioteket. http://libris.kb.se/bib/13524953. Läst 8 december 2012.
9. ↑  Lauritzen 2012, s. 462, 502
10. ↑  Lauritzen 2012, s. 458
11. ↑  Lauritzen 2012, s. 462-464
12. ↑  Lauritzen 2012, s. 464